# Contea di Adams (Pennsylvania)
La contea di Adams (in inglese Adams County) è una contea dello Stato della Pennsylvania, negli Stati Uniti. La popolazione al censimento del 2000 era di 91 292 abitanti. Il capoluogo di contea è Gettysburg.

## Geografia fisica
La contea si trova nella parte meridionale della Pennsylvania, al confine con il Maryland. L'U.S. Census Bureau certifica che l'estensione della contea è di 1 352 km², di cui 5 km² costituiti da acque interne.
Si tratta di un territorio prevalentemente collinare e nella parte ovest e nord si estendono i Monti Blue Ridge. I laghi principali sono Lake Meade, Lake Heritage e Long Pine Run Reservoir. Nella contea si trovano il Parco statale di Caledonia, la Foresta statale di Michaux e il Parco nazionale militare di Gettysburg, che include il campo di battaglia di Gettysburg.

### Contee confinanti
- Contea di Cumberland - nord
- Contea di York - est
- Contea di Frederick (Maryland) - sud-est
- Contea di Carroll (Maryland) - sud-ovest
- Contea di Franklin - ovest

## Storia
La contea fu creata nel 1800 e fu chiamata così in onore di John Adams. La contea è conosciuta per la battaglia di Gettysburg del 1863.

## Comuni

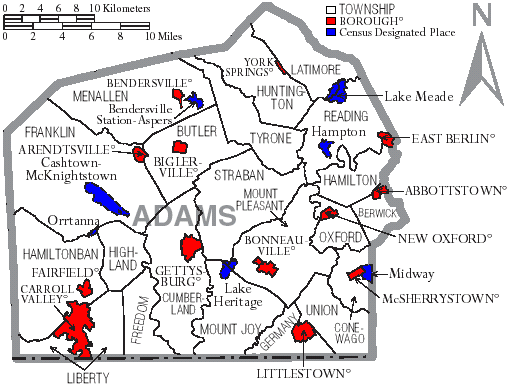
Cartina della Contea di Adams con la suddivisione amministrativa in comuni. In rosso sono indicate city e borough, in bianco le township, e in blu i Census-designated place

La contea è amministrativamente suddivisa in 13 borough e 21 township.

### BorougheTownship
| - Abbottstown - borough - Arendtsville - borough - Bendersville - borough - Biglerville - borough - Berwick - township - Bonneauville - borough - Butler - township - Carroll Valley - borough - Conewago - township - Cumberland - township - East Berlin - borough - Fairfield - borough - Franklin - township - Freedom - township - Germany - township - Gettysburg - borough - Hamilton - township | - Hamiltonban - township - Highland - township - Huntington - township - Latimore - township - Liberty - township - Littlestown - borough - McSherrystown - borough - Menallen - township - Mount Joy - township - Mount Pleasant - township - New Oxford - borough - Oxford - township - Reading - township - Straban - township - Tyrone - township - Union - township - York Springs - borough |

CDP
- Aspers
- Cashtown
- Flora Dale
- Gardners
- Hampton
- Heidlersburg
- Hunterstown
- Idaville
- Lake Heritage
- Lake Meade
- McKnightstown
- Midway
- Orrtanna
- Table Rock